# Корженга
Корженга — река в России, протекает по Харовскому и Сокольскому районам Вологодской области, в Харовском и Сокольском районах. Устье реки находится в 25 км по правому берегу реки Шорега. Длина реки составляет 19 км.
Исток реки находится в Харовском районе в заболоченном лесу в 17 км к востоку от станции Семигородняя. Течёт в лесном массиве сначала на юг, затем на юго-восток. Крупных притоков нет. В среднем течении на реке стоит посёлок 17 км на Семигородней узкоколейной железной дороге, ниже его река входит на территорию Сокольского района.

## Данные водного реестра
По данным государственного водного реестра России относится к Двинско-Печорскому бассейновому округу, водохозяйственный участок реки — Северная Двина от начала реки до впадения реки Вычегда, без рек Юг и Сухона (от истока до Кубенского гидроузла), речной подбассейн реки — Сухона. Речной бассейн реки — Северная Двина.
Код объекта в государственном водном реестре — 03020100312103000007100.